# 一中原則 (中華人民共和國)
一個中國原則（英語：One China Principle），簡稱一個中國或一中原則，是中华人民共和国（中國大陸）對於臺海現狀及海峽兩岸關係的主張及意識型態，同時也是其外交政策的重要方針。中華人民共和國政府基于这一原则追求中国统一，並透過《中华人民共和国宪法》、《反分裂國家法》在法律上確立為國家政策。
中華人民共和國政府對於一中原則的標準論述如下：
|  | 世界上只有一個中國，中華人民共和國是中國唯一合法政府，臺灣是中華人民共和國不可分割的一部分。 |

中華人民共和國政府在其「一中原則」指导下，反对中华民国（或台湾）与世界各國发展外交关系、或任何具有國家對國家性质的关系，反对中华民国（或台湾）参加联合国系统机构及其他政府间国际组织，要求台湾方面只能以“中国台北”、“中国台湾”（Taiwan, China）等不帶有國家特徵的名稱参加民间性质的国际组织。
此主張與中華民國（臺灣）方面的「一中原則」存有差異，因而長期不被中華民國政府接受。在1970年代以前，中华民国政府以其“一中原则”对中华人民共和国政府推行汉贼不两立政策及关闭政策，認為自身擁有中國代表權，而打压中华人民共和国的国际空间。但隨著1971年联合国大会第2758号决议及1972年尼克松访华，海峡两岸的外交局面攻守异位，中華民國反轉成為不受國際廣泛承認的國家。隨著冷戰結束後國際局勢的轉變，中華民國政府自1990年代起不再以「一中原則」主動與中國大陸競逐中國代表權，轉而強調兩岸對等；相對的，中华人民共和国政府以自身的“一中原则”打压中华民国的国际空间。

## 發展歷史
1949年10月2日，苏联政府承認中華人民共和國政府，成为第一个与中华人民共和国建交的国家，中華民國外交部遂發表声明与苏联断交。1950年，西方世界中的英国率先承认中华人民共和国政府，並與中華民國政府斷交，而後雙方在外交領域均不接受双重承认，承認中華人民共和國政府代表中國，中華民國政府與之斷交。反之承認中華民國政府代表中國的國家，中華人民共和國政府也決不與之建交。
1971年，聯合國大會第2758號決議表決通過，中華人民共和國取代中華民國在聯合國的中國代表權席位。國際社會上，各國與中華民國斷交後，與中華人民共和國建交，在建交公報上，各國都同意中國提出的一個中國政策，亦即「世界上只有一個中國，中華人民共和國政府是中國的唯一合法政府。」關於臺灣地位之態度則於文字與實務上均有所不同。
1982年，《中华人民共和国宪法》序言中稱「台湾是中华人民共和国的神圣领土的一部分。完成统一祖国的大业是包括台湾同胞在内的全中国人民的神圣职责。」2005年，制定《反分裂国家法》，將一個中國政策法律化。
中华人民共和国的「一个中国原则」有过不同版本的表述，分別稱爲「舊三句」和「新三句」。

### 舊三句
舊三句堅持「本政府代表說」，即含有「中华人民共和国政府是代表全中国的唯一合法政府」一句。该版本多应用于外交场合，如与他国建交时、参与国际组织时等。
在不同场合中，以下三个分句的顺序略有不同。
|  | 世界上只有一个中国，中华人民共和国政府是代表全中国的唯一合法政府，台湾是中国领土不可分割的一部分。 |

|  | 世界上只有一个中国，台湾是中国领土不可分割的一部分，中华人民共和国政府是代表全中国的唯一合法政府。 |

《一个中国的原则与台湾问题》（白皮书）指出：「外国承认中华人民共和国政府是代表全中国的唯一合法政府，与台湾当局断绝或不建立外交关系，是新中国与外国建交的原则」，并表示该版本的主张「构成了一个中国原则的基本涵义，核心是维护中国的主权和领土完整」。

#### 应用
自2000年代起至今，中华人民共和国与他国建交时，他国政府均会在建交公报中「承认」该版本的「一个中国原则」。
2000年8月4日，在中国常驻联合国代表给联合国秘书长的信中，亦使用了该版本的「一个中国原则」。
2022年8月4日，外交部发言人华春莹主持例行记者会时，亦使用了该版本的「一个中国原则」，并强调「一个中国原则只有一个版本、一种含义」、「不允许私塞任何前提后缀，也不允许任何歪读曲解」。2024年5月10日，外交部北美大洋洲司司长杨涛举行吹风会时，同样使用了该版本的「一个中国原则」，并批判美国「声称坚持一个中国政策，却加上“与台湾关系法”“对台六项保证”作为前缀、后注。」

### 新三句
新三句替換了「本政府代表說」，轉而用「同屬中國說」。
在中共中央总书记江泽民《为促进祖国统一大业的完成而继续奋斗》讲话发表之后，「一个中国原则」有了新的表述。
1998年1月，中华人民共和国政府向台湾方面提出的「一个中国原则」的表述为：
|  | 世界上只有一个中国，台湾是中国的一部分，中国的主权和领土完整不容分割。 |

2000年代起启用的「一个中国原则」的表述为：
|  | 世界上只有一个中国，大陆和台湾同属一个中国，中国的主权和领土完整不容分割。 |

该版本逐步将「中华人民共和国政府是代表全中国的唯一合法政府」一句改为「中国的主权和领土完整不容分割」、将「台湾是中国的一部分」一句改为「大陆和台湾同属一个中国」。陳長文律師认为，新版由從屬關係轉變為平等關係。
该版本多应用于处理两岸关系事务的场合。
中共中央台湾工作办公室认为，该版本的表述「是对江泽民同志亲自确定的关于坚持一个中国原则立场论述的新的阐述，既坚持了一个中国原则的一贯性，又展现了争取和平统一的诚意和对台湾同胞的尊重，具有很大的包容性。」
中华人民共和国政府白皮书《一个中国的原则与台湾问题》指出，该版本的目的是「为寻求和扩大两岸关系的政治基础」，应用场合是「在统一之前，在处理两岸关系事务中，特别是在两岸谈判中」。

#### 应用
在中共中央总书记江泽民《为促进祖国统一大业的完成而继续奋斗》讲话的历次周年纪念日上，时任国务院副总理钱其琛均会在讲话中，使用该版本的「一个中国原则」。2000年8月，钱其琛副总理会见台湾联合报系访问团时，亦使用了该版本的「一个中国原则」。2002年11月，江泽民在中共十六大报告中，亦使用了该版本的「一个中国原则」。
2005年3月14日通过的《反分裂國家法》中，亦使用了该版本的「一个中国原则」。

### 九二共識
中華人民共和國官方認為，九二共識為兩岸共同堅持一個中國原則和中國統一的共識。

## 内容

### 对台湾的定位
中华人民共和国政府发布的白皮书认为，中国政府于1945年10月25日“恢复对台湾行使主权”，中国因此从法律和事实上收复了台湾；中华人民共和国于1949年成立后，取代中華民國對中國的統治，完成国际法意义上的政权更迭，因此中华人民共和国政府作为中国的唯一合法政府，有權對台灣行使主權。
1982年《中华人民共和国宪法》序言规定，“台湾是中华人民共和国的神圣领土的一部分。完成统一祖国的大业是包括台湾同胞在内的全中国人民的神圣职责。”2005年《反分裂国家法》规定，
|                          | 世界上只有一个中国，大陆和台湾同属一个中国，中国的主权和领土完整不容分割。维护国家主权和领土完整是包括台湾同胞在内的全中国人民的共同义务。 台湾是中国的一部分。国家绝不允许“台独”分裂势力以任何名义、任何方式把台湾从中国分裂出去。 |
| ——《反分裂国家法》第二条 | |

|                          | 坚持一个中国原则，是实现祖国和平统一的基础。 以和平方式实现祖国统一，最符合台湾海峡两岸同胞的根本利益。国家以最大的诚意，尽最大的努力，实现和平统一。 国家和平统一后，台湾可以实行不同于大陆的制度，高度自治。 |
| ——《反分裂国家法》第五条 | |

### 对“中華民國”的定位
中华人民共和国政府白皮书认为，中国人民在中国共产党领导下推翻了南京的“中华民国”政府，并于1949年10月1日成立了中华人民共和国，中华人民共和国政府成为中国的唯一合法政府。“国民党统治集团退踞台湾以来，虽然其政权继续使用‘中华民国’和‘中华民国政府’的名称，但它早已完全无权代表中国行使国家主权，实际上始终只是中国领土上的一个地方当局。”
1980年代以来，中华人民共和国政府与新闻媒体、出版机构在涉及中华民国政府机构、人员身份、法律法规等方面用语时，有一系列的规定，包括禁止事项。是谓涉台用语。具体而言，
1. 对台湾市县级（含，包括院辖市）以下各级行政机构及其相关人员可直接称呼，如台北市市长柯文哲、新北市市長朱立倫。
2. 对台湾市县级（不含，包括院辖市）以上各级行政机构需加引号，国家级机关需进行变通处理，例如“台湾省主席”林錫耀、台湾地区领导人蔡英文，台湾行政主管部门等，整體稱謂為臺灣地區或臺灣當局。
3. 对台湾党派可直接称呼，如國民黨主席洪秀柱。
4. 对台湾具有官方性质的民间团体，需加引号，如“台湾驻美国经济文化事务代表处”，“中华旅行社”
5. 对台湾带有“国立”、“中华民国”字样的团体机构需回避，带有“中华”、“中国”字样则视情况加引号。
6. 對臺灣的法律稱爲“規定”等。護照、引渡、偷渡、白皮書等國家用語也需進行變通。
7. 對台灣帶有國家涵義的建築或是景點，也需要迴避，如總統府改稱“台灣地區領導人辦公室”（或简称“领导人办公室”）或“×××办公室”（如“马英九办公室”）[24]，台北國父紀念館改稱“孫中山紀念館”[25]

在國際法與國內法的法律體系，中華人民共和國皆不承認中華民國擁有合法地位。認為中華民國存在，而且也能代表中國的政治觀點，被歸類為兩個中國，為獨台，在法律上為非法。而認為台灣當局是合法政權，為主權獨立國家的見解，稱為一中一台，是台獨。
在民間事務上，經由海基會與海協會間的協商，有限度的接受海峽兩岸的民間往來，但不能以中華民國的官方形式交往。

### 对台湾居民的定位
1991年制定的《中国公民往来台湾地区管理办法》中，定义台湾居民是“居住在臺灣地區的中国公民”，在中华人民共和国法律体系中，确认绝大多数中華民國國民是中國公民（中华人民共和国公民），具有中國國籍（中华人民共和国国籍）:42。

### 对国际组织与台湾关系的定位
中华人民共和国政府白皮书认为，中华人民共和国政府作为中国的唯一合法政府，有权利也有义务在国际组织中行使国家主权，代表整个中国。台湾方面企图参与某些只有主权国家才能参加的国际组织，属于制造“两个中国”的行为。
中华人民共和国政府认为，联合国系统的所有机构及其他政府间国际组织，是由主权国家代表参加的政府间国际组织，台湾方面无权参加。在联合国大会第2758号决议通过后，在联合国组织中的中国代表权问题已获得了彻底的解决。中华人民共和国政府反对“台湾入联”，认为根本不存在台湾再加入的问题。
中华人民共和国政府同时认为，台湾以“中国台北”（英語：Taipei, China）名义加入亚洲开发银行、以“中国台北”（原文如此）（台湾方面认为中文应译为“中华台北”）名义加入亚太经济合作组织等地区性经济组织，系根据中华人民共和国政府与有关方面达成的协议或谅解，明确规定中华人民共和国作为主权国家参加，台湾只作为中国的一个地区参加活动，这纯属特殊安排，不能构成其他政府间国际组织及国际活动效仿的“模式”。
中华人民共和国政府并认为，对于民间性质的国际组织，台湾方面的相关组织只能在中华人民共和国相应组织同有关方面达成协议或谅解，在中国的全国性组织以“中国”的名义参加的情况下，以“中国台北”（英語：TAIPEI, CHINA）或“中国台湾”（英語：TAIWAN, CHINA）的名称参加。

### 对两岸关系的论述
- 《告台湾同胞书》由第五届全国人民代表大会常务委员会第五次会议于1978年12月26日讨论通过，1979年元旦发表。书中说：|  | 今天，实现中国的统一，是人心所向，大势所趋。世界上普遍承认只有一个中国，承认中华人民共和国政府是中国唯一合法的政府。最近中日和平友好条约的签定，和中美两国关系正常化的实现，更可见潮流所至，实非任何人所得而阻止。目前祖国安定团结，形势比以往任何时候都好。在大陆上的各族人民，正在为实现四个现代化的伟大目标而同心戮力。我们殷切期望台湾早日归回祖国，共同发展建国大业。我们的国家领导人已经表示决心，一定要考虑现实情况，完成祖国统一大业，在解决统一问题时尊重台湾现状和台湾各界人士的意见，采取合情合理的政策和办法，不使台湾人民蒙受损失。台湾各界人士也纷纷抒发怀乡思旧之情，诉述“认同回归”之愿，提出种种建议，热烈盼望早日回到祖国的怀抱。时至今日，种种条件都对统一有利，可谓万事俱备，任何人都不应当拂逆民族的意志，不得將台列為國家，违背历史的潮流。” |
- 1983年3月26日，中国共产党中央顾问委员会主任邓小平会见杨力宇，会谈要点被总结为邓六条。2001年，香港《文汇报》提及邓小平在会谈中表示“如果能够统一，国号也可以改”。[28]到2022年时，包括中国国民党前主席洪秀柱在内的两岸政治人物、台湾普通民众都有邓小平时代，中华人民共和国方面有两岸政府协商国旗、国号、国歌的说法。实际上，《人民日报》在当日登载的会谈要点则是“在国际上代表中国的，只能是中华人民共和国”。邓六条虽没有“可为统一，更改国号”的观点，而“在‘一个中国’原则下，什么都可以谈”的观点则被普遍的接受。[28]
- 2002年，中华人民共和国国务院总理朱鎔基：大陸與台灣同屬一個中國。[29]
- 2002年，中共中央总书记江泽民：在中共十六大报告中称，在‘一个中国’原则下，什么都可以谈，总结为三个可以谈。[30][31]
- 2008年，中共中央总书记胡錦濤：坚持一个中国原则决不动摇。[32]
- 2008年12月31日，纪念《告台湾同胞书》发表30周年座谈会在北京人民大会堂举行，中共中央总书记、国家主席、中央军委主席胡锦涛发表讲话：“30年来两岸关系发展的实践告诉我们：推动两岸关系发展，实现祖国和平统一，最重要的是要遵循“和平统一、一国两制”的方针和现阶段发展两岸关系、推进祖国和平统一进程的八项主张，坚持一个中国原则决不动摇，争取和平统一的努力决不放弃，贯彻寄希望于台湾人民的方针决不改变，反对“台独”分裂活动决不妥协，牢牢把握两岸关系和平发展的主题，真诚为两岸同胞谋福祉、为台海地区谋和平，维护国家主权和领土完整，维护中华民族根本利益。”[33]
- 2012年12月，台湾举办“九二共识”二十周年论坛，会议中，大陆学者表示等两岸达成“一中共表”的共识，可协商国号。对于协商国号的建议，中共中央台办、国台办发言人范丽青在例行新闻发布会上的回应，重申了“只要坚持一个中国，两岸之间什么都可以谈[34]”。
- 2013年，中华人民共和国国务院总理李克强：「兩岸同屬一個中國，居住在兩岸的是骨肉同胞。“同胞”這個詞、這個理念在中華文化當中是根深蒂固的，我認為這也是中華民族五千年生生不息的根源。所謂打斷骨頭還連著筋，同胞之間、手足之情，沒有解不開的結。」[35]
- 2014年1月27日，中共中央台办、国台办发言人马晓光表示：「两岸同属一个中国是任何势力和任何人都改变不了的事实。」並说：「民进党主事者出于一己私利，日前跑到国际上去推销『台独』主张，执意抱持与大陆对抗的思维，逆两岸关系和平发展的历史潮流而动，不仅是徒劳之举，相反再次将其『台独』本质清清楚楚地暴露在世人面前，必将以彻底失败告终。」
- 2015年兩岸領導人會面，張志軍轉述習近平4點意見，強調「一個中國原則」，堅持「九二共識」、反對台獨。[36]
- 2017年10月18日，中共十九大在北京人民大会堂开幕。中共中央总书记习近平代表第十八届中央委员会向大会作了题为《决胜全面建成小康社会　夺取新时代中国特色社会主义伟大胜利》的报告。习近平在报告中强调，体现一个中国原则的“九二共识”明确界定了两岸关系的根本性质，是确保两岸关系和平发展的关键。承认“九二共识”的历史事实，认同两岸同属一个中国，两岸双方就能开展对话，协商解决两岸同胞关心的问题，台湾任何政党和团体同大陆交往也不会存在障碍。[37][38]
- 2024年5月20日，外交部发言人汪文斌在例行记者会上答问时表示，“世界上只有一个中国，台湾是中国领土不可分割的一部分，中华人民共和国政府是代表全中国的唯一合法政府。无论台湾岛内政局如何变化，都改变不了两岸同属一个中国的历史和法理事实，改变不了国际社会坚持一个中国原则的基本格局，更改变不了中国终将统一、也必然统一的历史大势”[39]